# Lest We Forget
Lest We Forget - The Best of Marilyn Manson är ett samlingsalbum av metalbandet Marilyn Manson, utgivet i september 2004 och innehållande tjugo av gruppens största hits. Även en nyinspelad låt finns med, Depeche Mode-covern "Personal Jesus". Skivan skulle egentligen vara Mansons sista album, men under 2007 släppte han ändå skivan Eat me drink me. 

## Låtlista
1. "The Love Song" - 3:05
2. "Personal Jesus" - 4:06
3. "mOBSCENE" - 3:26
4. "The Fight Song" - 2:57
5. "Tainted Love" - 3:20
6. "The Dope Show" - 3:40
7. "This Is the New Shit" - 4:20
8. "Disposable Teens" - 3:04
9. "Sweet Dreams (Are Made of This)" - 4:51
10. "Lunchbox" - 4:35
11. "Tourniquet" - 4:44
12. "Rock Is Dead" - 3:09
13. "Get Your Gunn" - 3:18
14. "The Nobodies" - 3:35
15. "Long Hard Road Out of Hell" - 4:21
16. "The Beautiful People" - 3:42
17. "The Reflecting God" - 5:36
18. "(s)AINT" - 3:45
19. "Irresponsible Hate Anthem" - 4:16
20. "Coma White" - 5:34